# Минато
Минато (јап.港区) је једна од 23 специјалне четврти Токија у Јапану. Године 2005. процењено је да има 175.467 становника и густина од 8627 особа на км². Укупна површина износи 20.34 km².
У Минатоу се налази 49 амбасада. Ту су седишта разних компанија, укључујући Анимакс, Дентсу, Фуџи Зирокс, Мицубиши хеви индустрис и Мицубиши моторс, Моринага и компани и Моринага Милк Индустри, НЕК Корпорација, Нипон Телевизија, Сони, Тошиба и Водафон.